# 글로바

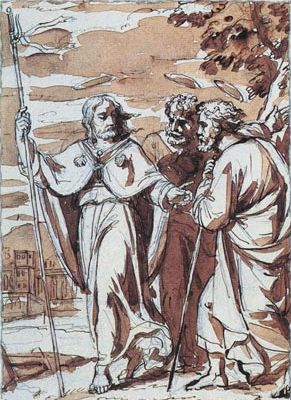

글로바(Clopas; 개신교), 글레오파(공동번역), 클로파스(가톨릭)(고대 그리스어: Κλωπᾶς, Klōpas; 히브리어: חלפי, Ḥalfi; 아람어: חילפאי, Ḥilfài)는 초기 기독교의 인물로, 신약성경 중 요한복음 19장 25절에 등장한다.
예수의 십자가 곁에는 그 어머니와 이모와 글로바(Clopas)의 아내 마리아와 막달라 마리아가 섰는지라— 요한복음 19장 25절, 개역개정

그는 글레오파(Κλεοπᾶς)라는 이름을 가진 다른 인물과 종종 동일인물로 여겨지는데, 이 사람은 누가복음 24장 13-27절의 엠마오로 가는 길에서 그리스도를 만난 두 제자 중 한 명이다. 
그리고 글레오파(Cleopas)라는 사람이 "예루살렘에 머물러 있던 사람으로서 요새 며칠 동안에 거기에서 일어난 일을 모르다니, 그런 사람이 당신말고 어디 또 있겠습니까?" 하고 말하였다.— 루가의 복음서 24장 18절, 공동번역 개정판

요한복음 19장 25절과 누가복음 24장에 등장하는 이 이름은 사본마다 Κλ[ε]οπᾶς의 대괄호 안 엡실론이 빠져있거나 끼워져있는 것도 있어 철자가 다양한데, 킹 제임스 성경에서는 요한복음에 글로바(Clopas) 대신 글레오파(Cleopas)라고 기록되어 있다.

## 병행 구절
마태복음 27장 56절과 마가복음 15장 40절에 등장하는 다른 여성들은 마리아 막달라, "야고보와 요세(Joses)의 어머니 마리아"와 "세베대의 아들들의 어머니(마태복음)", "살로메 (제자)"가 있었다고 기록하고 있다. 누가는 십자가 아래의 여인들을 언급하고 있지 않다. 이 병행 구절들은 무덤에서도 등장하는데, 마태복음 28장 1절은 "막달라 여자 마리아와 다른 마리아"를, 마가복음 16장 1절은 "막달라 여자 마리아와 야고보의 어머니 마리아와 살로메"를 언급하고 있다. 누가복음은 이름을 언급하지 않고, 요한복음은 막달라 여자 마리아만 언급하고 있다.
이 병행 구절들에 대한 연구결과들은 "글로바의 마리아"와 "알패오의 아들 야고보"의 어머니 마리아들 동일인물로 간주한다. 알패오(Ἀλφαῖος)는 사도 마태오의 아버지(막 2:14)이기도 하며, 아람어 이름 Hilfai (חילפאי)나 히브리어 이름 Halfi (히브리어: חלפי) 등이 그 어원으로 제시되었는데, 조셉 헨리 테이어(Joseph Henry Thayer)는 이것이 헬라어에 대응되는 자음이 없는 히브리어 "H"를 탈락시키거나 "K"로 대체시키던 경향을 반영한 것이라고 주장했다. 프란츠 델리취(Franz Delitzsh)는 이러한 관점을 반영하여, 그의 책 《현대 히브리어 신약성경》에서 알패오의 아들 야고보의 이름을 Yaakov ben Khalfi(히브리어: יעקב בן חלפי)라고 옮겨두었다. 아람어 이름 Halfai는 같은 시대의 판자에서, Hilphai는 랍비 문학에서 그 흔적을 찾을 수 있다.

## 해석
7세기경에 쓰여진 것으로 추정되는 가짜 마태오 복음서는 글로바의 마리아가 글로바와 안나의 딸이라고 기록하는데, 내용은 다음과 같다.
예수가 그의 어머니 마리아와 이모인 글로바의 마리아와 함께 그들을 만났는데, 글로바의 마리아는 그녀의 아버지 글로바와 어머니 안나가 예수의 어머니 마리아를 주님께 드렸기 때문에 하나님께서 준 딸이었다. 그리고 그녀는 그 누이와 같이 마리아라고 불렸는데, 이는 그녀의 부모를 위로하기 위한 것이었다.

"글로바의"라는 부분의 가장 흔한 해석은 글로바가 마리아의 남편이자 자식들의 아버지라는걸 의미한다는 해석이다. 그러나 일부는 글로바가 마리아의 아버지였다고 간주한다. 중세의 전승 역시 글로바를 안나의 두 번째 남편으로 보고, "글로바의 마리아"의 아버지라고 전한다.
로마 가톨릭교회와 동방 정교회의 전승은 글로바가 나자렛의 요셉의 형제이며, 글레오파와 동일인물이라고 전한다.

### 초기 기독교의 언급
글로바는 파피아스와 헤게시푸스 등 2세기의 초기 기독교 저작에서 예수의 어머니 마리아의 남편인 요셉의 형제이고, 예루살렘의 두 번째 감독이었던 시므온의 아버지라고 기록되어있다. 에우세비우스는 그의 교회사 (3권 11장)에서, 예루살렘이 서기 70년에 무너진 뒤 예루살렘의 기독교인들에 대해 다음과 같이 서술한다.
"그들은 모두 일치하여 글로바의 아들 시므온을 선언했는데, 복음에서도 그에 대해 언급하고 있다; 그 교구의 주교좌에 합당한 자격이 있다. 그는 그들이 말하기로는 구원자의 사촌이었다. 헤게시포스의 기록에 따르면 글로바는 요셉의 형제였다."

### 제임스 테이버
제임스 테이버를 비롯한 현대의 일부 학자들은 글로바의 마리아가 예수의 어머니 마리아와 동일인물이며, 글로바가 요셉의 형제로 예수의 어머니 마리아의 두번째 남편이 되었다고 주장한다. 테이버는 글로바가 형사취수의 법에 의해 마리아와 결혼했다고 주장하나, 실제로 형사취수는 자녀가 없는 과부에 한해서 행해졌던 것으로 이 주장은 널리 받아들여지지는 않는다.